# 柏尾馬之助
柏尾 馬之助（かしお うまのすけ、天保9年（1838年） - 慶応4年4月8日（1868年4月30日））は、幕末の阿波国出身の人物で、北辰一刀流剣術大目録皆伝の剣豪。北辰一刀流剣術桶町千葉道場で千葉定吉、千葉重太郎に師事した。八丁堀に北辰一刀流剣術道場も。主立った役職は新徴組剣術教授方（代稽古）や肝煎役。新徴組での配下には新撰組沖田総司の義兄沖田林太郎もいた。元々公武合体論者であったが、新徴組を脱隊後は維新の志士として尊皇開国・倒幕運動も支援し、明治維新に助力している。

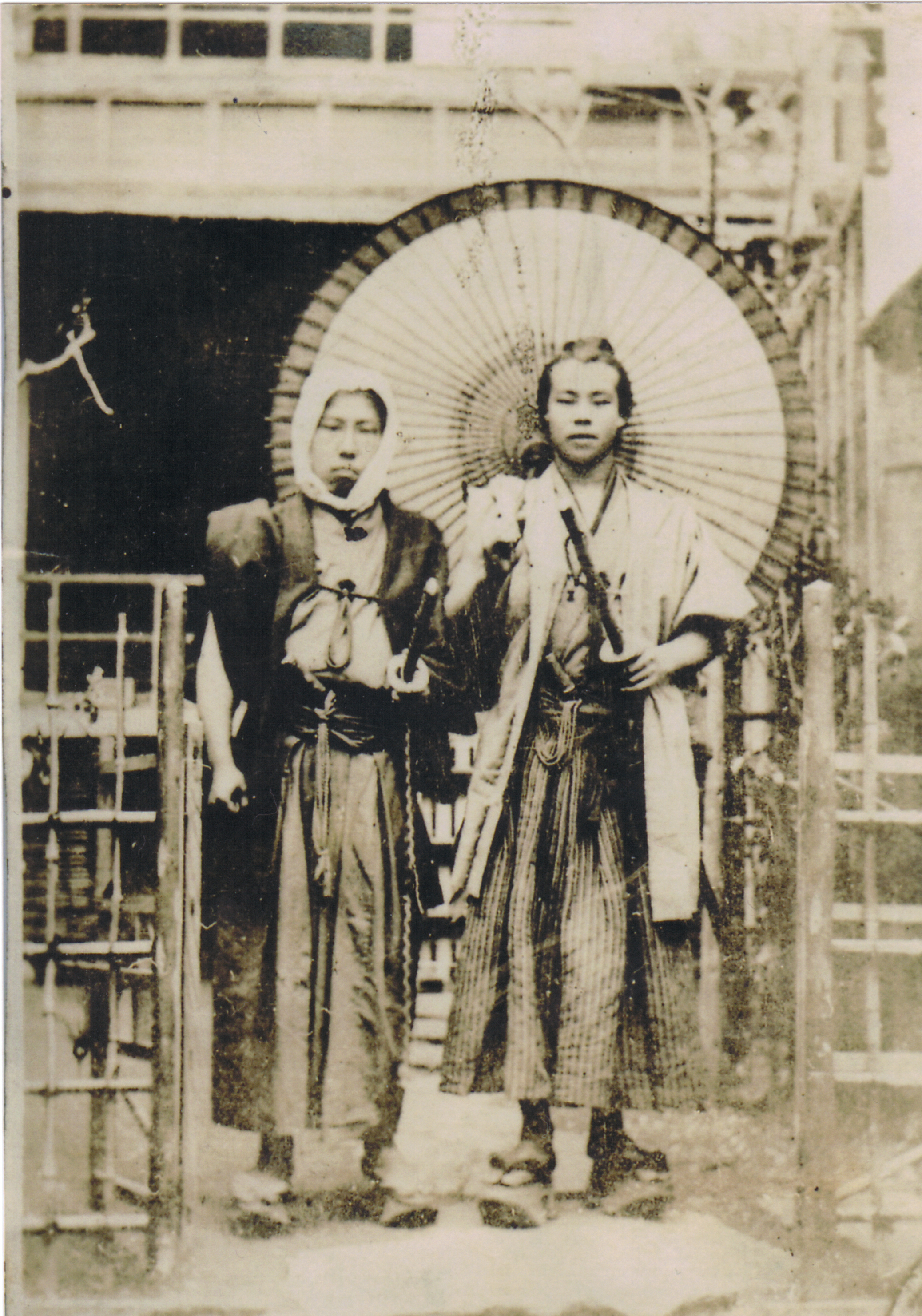
右・柏尾馬之助

## 生涯

### 生誕
天保9年（1838年）阿波国美馬郡貞光（現在の徳島県美馬郡つるぎ町）に、蜂須賀家家臣、柏尾嘉蔵（賀造）の次男として生まれる。

### 剣術道場
北辰一刀流剣術桶町千葉道場で千葉定吉、千葉重太郎（千葉一胤・千葉十太郎）の門弟となり、北辰一刀流剣術大目録皆伝を授けられる。同期同門に千葉さな子（佐那・佐奈）、坂本龍馬などがいた。江戸八丁堀に居し、北辰一刀流剣術の道場も任されており、酒井家家臣などを門下生として擁する。北辰一刀流剣術伊東道場とも繋がりが深い。
菅野六郎など、新選組や新徴組などに入隊している弟子も多い。

### 浪士組 六番隊
文久3年（1863年）、尊皇攘夷急進派団体「虎尾の会」の中心人物、清河八郎・山岡鉄舟（鉄太郎）・村上俊五郎・石坂周造らは「浪士組」を結成した（村上と柏尾は同郷であったが、柏尾が虎尾の会に属していた資料は無い）。浪士組は、清河が前年に山岡を通じて幕府に建言した建白書「急務三策」によって、攘夷団体として幕府の御墨付を得ていた。幕府としては「治安を脅かす尊王攘夷・勤皇派の武士を一括りに管理出来る、都合の良い団体」を作る心算であったが、清河にとっては「幕府公認で先鋭的な尊皇攘夷団体」を作るための、幕府の裏を書いた策略だった。
文久3年2月3日、4日両日をかけて、浪士（浪人）を含む1,000名以上の中より234名の手練が松平忠敏（主税助）、山岡鉄舟らにより選抜され、即日江戸を出立した。村上らと同じ浪士組六番隊で中山道を上洛する。柏尾は小頭役も勤めた。道中、宿の手配のため先行させていた近藤勇・土方歳三・沖田総司・永倉新八ら天然理心流剣術試衛館一派や、芹沢鴨ら水戸の攘夷過激派も六番隊に合流した。浪士組六番隊はこのように、後に幕末を賑す錚々たる人物が集まっている。
壬生村宿割では、柏尾・村上らは壬生村会所、芹沢・近藤らは八木家と分かれて宿をとっているが、この宿割りは直後の浪士組分裂時に大きな影響を及ぼすこととなった。幕府の意表を突く、清河の尊皇攘夷の上書が朝廷（学習院の朝廷急進派公卿）に受理され、朝廷の勅諚を受けた浪士組は、同年3月に京都を出立して江戸へ帰府する。
しかし同じ六番隊ではあるが、幕府への裏切りとも取れる清河の行動に反発した、近藤・芹沢ら主に八木家宿泊組と、根岸友山一派らは、壬生村に残ることとなり、袂を分かった。
壬生村に残った浪士組隊員は壬生浪士組を名乗り、後に新撰組となっている（根岸友山は近藤など天然理心流一派による粛清が始まると、壬生浪士組を離脱し新徴組に合流している）。
同年4月、清河がすでに攘夷強硬派の急先鋒としていた浪士組を、尊王・倒幕運動の切札に使うと危惧した幕府は、佐々木只三郎ら刺客を差向け、麻布一ノ橋にて清河を暗殺した。前後して虎尾の会出身者は村上・石坂ら多くが捕縛され、浪士組は解体されることとなった。

### 新徴組の剣術教授方代稽古と肝煎役
清河殺害から間を置かず、浪士組は幕府により再編され、同年四月十五日に江戸市中の治安機関・新徴組として大きく方向性を変える。
新徴組は江戸の治安維持が組の主な役割で、尊王攘夷派の不穏分子の取り締まりという、浪士組と対極の役割も負わされた。しかし浪士組、清河の影響などから尊皇攘夷指向の強い隊員も多く、組の発足当初は新撰組ほどの過激な取り締まりは少なかった。また、新撰組のような隊員の粛清などもほとんどなかったとされる。屯所は江戸本所（現・東京都墨田区本所）などにあった。
柏尾は新徴組結成初期から組頭や肝煎役を勤めていたが、同年6月に200余名の全隊員で行われた撃剣試合を勝ち抜き、新徴組剣術教授方にも任命される。同郷の山田官司（新徴組取締役・剣術教授方、北辰一刀流）に代わり隊員に稽古を付ける傍ら、実動隊としても二番隊肝煎役などとして江戸市中の警戒業務も担っていた。
前述の通り剣術は、北辰一刀流剣術大目録皆伝（俗に言う免許皆伝）と白眉の腕前。極めて優れた剣士として評価されていた上、人間的にも実直な人柄で剣術の指導や隊の統率にも優れており、新徴組では剣術教授方代稽古に加え隊の肝煎役を、北辰一刀流では剣術道場を任されるほどであった。

### 新徴組脱退と維新
元治元年（1864年）に、新徴組が庄内藩預かりとなる。庄内藩の佐幕強硬派からの影響で、新徴組が次第に佐幕へと傾向を強めると、新徴組を脱隊した。
脱隊前より庄内藩穏健派や、幕府の元軍艦奉行で公武合体派の勝海舟、桶町千葉道場同期同門の海援隊・坂本龍馬らとも懇意であった上に、庄内藩改革派や公武合体派、攘夷派も剣の腕前や人柄を頼りに柏尾に接近、彼らに維新の志士として力を貸すこととなる。
幕府佐幕派や庄内藩保守強硬派に批判的な脱退だったこともあり、自身の身の上も危うい立場だったにもかかわらず、庄内藩穏健派や幕府穏健派、攘夷派の要人警護を行ったり、尊皇攘夷派、討幕派、勤皇派武士を匿ったりしている。

### 帰郷と妻
晩年には病の養生のため、阿波（美馬郡貞光）へ帰郷した。
慶応4年4月8日（1868年4月30日）没。享年31。近代の幕開けとほぼ同じくして人生に幕を下ろす。戒名は武堅院義秀勝遠日行居士。墓所は故郷、徳島県美馬郡つるぎ町貞光の柏尾家墓地内（現在は徳島市内に移されている）。
馬之助の妻は、千葉家出身で若く優秀な北辰一刀流小太刀の使い手であったこともあり、馬之助没後に義父の嘉蔵から実家に帰ることを勧められている。帰郷に際し、実家より持参していた短刀一振りを柏尾家に残した。
なお、柏尾家の家督は柏尾嘉蔵（賀造）の長男で実兄の柏尾元左エ門が継いでいる。

## その他

### 家紋
家紋は丸に三つ柏。

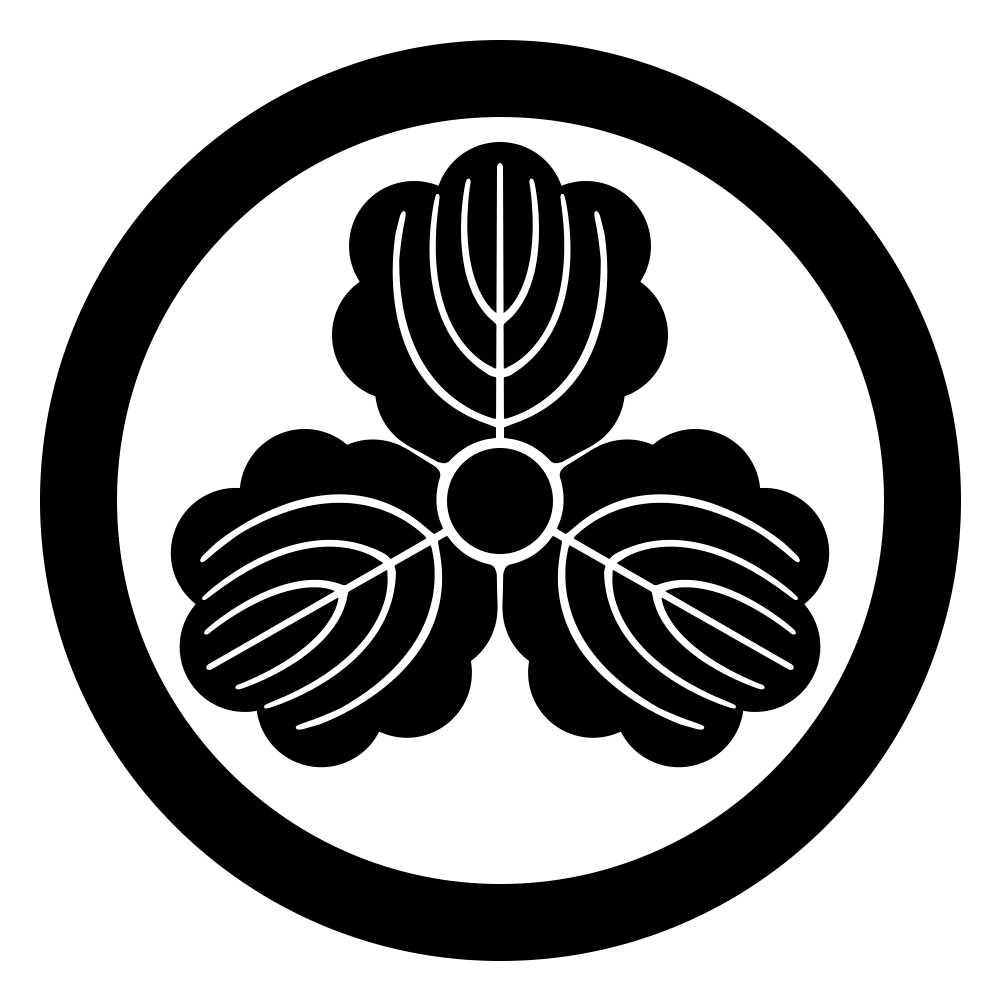
まるにみつかしわ 丸に三つ柏

### 名
- 「柏尾右馬之助」「柏尾右馬助」等の名を使っている場合もあるが、墓碑や系図では「柏尾馬之助」と記されている。
- 新撰組後期の平隊士柏尾一郎は別人である。

### 写真
- 写真が柏尾家の末裔に残されている。痩せ型、右利き。

### 沖田兄弟
- 沖田総司とは、晩年の思想こそ柏尾が維新側、沖田が佐幕と、全く正反対ではあるが、江戸の新徴組剣術教授方の柏尾馬之助、京の新撰組撃剣師範の沖田総司と、若くして天才肌の剣客、隊の代表的な剣術指南役であると共に、労咳（結核）を患いたびたび喀血、1868年に夭折と、何かと共通点が多い。
- 新徴組剣術教授方時代は、沖田林太郎（総司の義兄、天然理心流剣術）が配下の隊員にいた。二番隊肝煎を兼務していた時は林太郎の直接の上役であった。

## 登場する主な作品や資料

### 著作物
北辰一刀流剣術関係の文献や、元幕臣など当事者への取材を基にした子母澤寛の歴史読物に比較的多く登場するが、阿波への帰郷は知られるところではなかったか、晩年の記録はほとんどない。
- 佐藤賢一『新徴組』（山形新聞連載／新潮社 2010年8月31日刊行） ISBN 9784104280025
- 子母澤寛『勝海舟』（新潮文庫）
- 子母澤寛『幕末奇談』（新潮文庫）
- 小山松勝一郎『新徴組』（国書刊行会）
- 津本陽『天狗剣法』（PHP研究所）
- 『新選組・彰義隊・白虎隊のすべて 決定版』（別冊歴史読本 歴史ロマンシリーズ、新人物往来社）
- 歴史群像編集部『全国版 幕末維新人物事典』（学習研究社）
- 『復古記』（内外書籍株式会社 1931年）
- 『大和町史』（大和町教育委員会 1963年）
- 『千葉の名灸』（横浜毎日新聞　明治36年（1903年）8月7日～11月25日連載）
- 四條たか子・ブルボンクリエイション共著『幕末志士伝5 剣豪たち』（学研BookBeyond（2014年刊行）ISBN 9784292000160

### 映像作品
- NHK大河ドラマ『勝海舟』 - 柏尾馬之助役：倉島襄

### ゲーム
- サムライソウル（CJインターネットジャパン株式会社　iPhone・iOS用ソーシャルゲーム） 属性水：レアカード - 原画：ユウキリリー